# Vale Real
Vale Real är en kommun i Brasilien.   Den ligger i delstaten Rio Grande do Sul, i den södra delen av landet, 1 500 km söder om huvudstaden Brasília. Antalet invånare är 5 121.
I omgivningarna runt Vale Real växer i huvudsak städsegrön lövskog. Runt Vale Real är det ganska glesbefolkat, med 32 invånare per kvadratkilometer.